# Triceratina
Triceratina is een geslacht van uitgestorven kreeftachtigen uit de klasse van de Ostracoda (mosselkreeftjes).

## Soorten
- Triceratina christopheri Lethiers, 1978 †
- Triceratina inconsueta (Croneis & Gutke, 1939) Cooper, 1941 †
- Triceratina triassica Kozur, 1970 †